# Campionati africani di ginnastica aerobica 2020
I Campionati africani di ginnastica aerobica 2020 sono stati la 5ª edizione della competizione organizzata dalla Unione Africana di Ginnastica.
Si sono svolti ad Sharm el-Sheikh, in Egitto, dal 12 al 16 marzo 2020.

## Podi
| Evento                | Oro            | Argento      | Bronzo         |
| Individuale maschile  | Omar Elmaraghy | Khaled Ahmed | Ahmed Askar    |
| Individuale femminile | Toka Elbashary | Demi Botha   | Mariam Elsamni |
| Coppia mista          | Egitto         | Egitto       | Benin          |
| Trio                  | Egitto         | Egitto       | Benin          |
| Gara a squadre        | Egitto         | Benin        | Non assegnato  |